# Liste der Bodendenkmale in Seedorf (Lauenburg)
In der Liste der Bodendenkmale in Seedorf sind die Bodendenkmale der Gemeinde Seedorf nach dem Stand der Bodendenkmalliste des Archäologischen Landesamts Schleswig-Holstein von 2016 aufgelistet. Die Baudenkmale sind in der Liste der Kulturdenkmale in Seedorf (Lauenburg) aufgeführt.
| Denkmal-ID           | Befundart           | Bezeichnung                                        | Zeitstellung                 | Lage | Bemerkungen | Bild |
| -------------------- | ------------------- | -------------------------------------------------- | ---------------------------- | ---- | ----------- | ---- |
| aKD-ALSH-Nr. 001 077 | Grabmal > Grabhügel | Grabhügel                                          | Vor- und/oder Frühgeschichte |      |             |      |
| aKD-ALSH-Nr. 001 078 | Grabmal > Grabhügel | Grabhügel                                          | Vor- und/oder Frühgeschichte |      |             |      |
| aKD-ALSH-Nr. 001 079 | Grabmal > Grabhügel | Grabhügel                                          | Vor- und/oder Frühgeschichte |      |             |      |
| aKD-ALSH-Nr. 001 080 | Befestigung > Burg  | Burg/Motte/Ringwall/Turmhügel „Großer Burgberg“    | Mittelalter                  |      |             |      |
| aKD-ALSH-Nr. 001 081 | Befestigung > Burg  | Burg/Motte/Ringwall/Turmhügel „Raubschloss Zecher“ | Mittelalter                  |      |             |      |